# Silver and Gold (A.S.A.P.)
Silver and Gold è un album Hard rock pubblicato dal chitarrista degli Iron Maiden Adrian Smith sotto la sigla A.S.A.P. (Adrian Smith Audio Project) nel 1989.
L'album, inciso dal chitarrista e la sua band al termine della tour di supporto all'album dei Maiden Seventh Son of a Seventh Son, presenta sonorità melodiche lontanissime dal gruppo madre di Smith e testimonia quanto il chitarrista avesse voglia di ampliare i propri orizzonti musicali.
Nella duplice veste di chitarrista e cantante (che non rappresenta una novità visto il brano Reach Out inserito nel singolo Wasted Years), Smith collabora con alcuni suoi compagni degli Urchin (spicca fra tutti Andy Barnett che suona con lui anche in Reach Out ed è autore del brano That Girl della band FM che sarà ripresa anche questa dagli Iron nello stesso periodo) avvalendosi anche del contributo di Zak Starkey, famoso figlio di Ringo Starr.

## Tracce
1. The Lion – 3:50
2. Silver and Gold – 4:42
3. Down the Wire – 5:00
4. You Could be King – 3:34
5. After the Storm – 5:49
6. Misunderstood – 4:23
7. Kid Gone Astray – 4:32
8. Fallen Heroes – 4:44
9. Wishing Your Life Away – 4:08
10. Blood on the Ocean – 6:01

## Singoli
- Silver and Gold (b-sides: Blood Brothers, Fighting Man)
- Down the Wire (b-sides: When She's Gone, School Days)

## Formazione
- Adrian Smith - chitarra solista, voce
- Andy Barnett - chitarra ritmica, cori
- Dave Colwell - chitarra ritmica, cori
- Richard Young - tastiere, programmazione
- Robin Clayton - basso
- Zak Starkey - batteria